# انغوس تيرنر جونز
انغوس تيرنر جونز (بالإنجليزية: Angus T. Jones)‏ مواليد 8 أكتوبر 1993 في أوستن، تكساس، هو ممثل أمريكي بدأ مسيرته الفنية عام 1999.

## الأعمال

### أفلام
- إي آر
- رجلان ونصف
- سي اس آي:التحقيق في موقع الجريمة
- تاريخ الاستحقاق

## روابط خارجية
- انغوس تيرنر جونز على موقع IMDb (الإنجليزية)
- انغوس تيرنر جونز على موقع روتن توميتوز (الإنجليزية)
- انغوس تيرنر جونز على موقع ألو سيني (الفرنسية)
- انغوس تيرنر جونز على موقع أول موفي (الإنجليزية)
- انغوس تيرنر جونز على موقع قاعدة بيانات الأفلام السويدية (السويدية)
- انغوس تيرنر جونز على موقع إن إن دي بي (الإنجليزية)
- انغوس تيرنر جونز على موقع قاعدة بيانات الفيلم (الإنجليزية)
- انغوس تيرنر جونز على موقع كينوبويسك (الروسية)